# Demain dès l'aube... (film)
Pour le poème, voir Demain, dès l'aube….
Pour plus de détails, voir Fiche technique et Distribution.
Demain dès l'aube... est un film français réalisé par Denis Dercourt en 2008 et sorti en 2009.

## Synopsis
Mathieu Guibert est un pianiste réputé, sa mère est malade et doit faire un séjour à l’hôpital. Il décide de quitter un temps sa femme (qui est aussi son agent) et son fils afin de s’occuper de sa mère. Celle-ci lui demande de veiller sur Paul, son petit frère un peu perturbé et surtout asocial. Paul est passionné par les batailles historiques qu’il vit au travers de « jeux de rôles ». Il retrouve régulièrement, en pleine forêt, les membres de ce « jeu de rôle » qui rejouent  grandeur nature les guerres napoléoniennes, notamment la Bataille de Wagram.
Paul réussit à convaincre Mathieu de l’accompagner dans ses activités "historiques". S’il accepte, c’est tout d’abord pour surveiller son frère. Il se laisse prendre au jeu entre les soirées napoléoniennes dans d’immenses manoirs où on l’entend jouer du pianoforte, les bivouacs en forêt et les duels pour laver son honneur. Il est pris au piège et tente de sortir de ce monde régi par des règles et des conventions très strictes…

## Fiche technique
- Titre : Demain dès l'aube...
- Réalisation et scénario : Denis Dercourt
- Collaboration au scénario : Jacques Sotty
- Photographie : Rémy Chevrin, A.F.C
- Son : François Maurel, François Fayard, Thomas Gauder
- Montage : Yannick Kergoat
- Décors : Antoine Platteau
- Costumes : Pierre-Yves Gayraud
- Musique originale : Jérôme Lemonnier
- Production : Michel Saint-Jean
- Distribution : Diaphana Films
- Durée : (104 min) 1h44
- Visa d'exploitation : 120.673
- Format : 1;85 - Dolby SRD - DTS
- Pays de production :  France
- Langue : français
- Tournage : 2008
- Dates de sortie :   
  - France : 5 août 2009
  - Belgique : 2 septembre 2009

## Distribution
- Vincent Perez : Mathieu
- Jérémie Renier : Paul
- Anne Marivin : Jeanne
- Aurélien Recoing : Capitaine Déprées
- Françoise Lebrun : Claire Guibert
- Gérald Laroche : Major Rogart
- Barbara Probst : Christelle
- Jérôme Bertin :
- Arnaud Carbonnier :
- Adeline Zarudiansky :
- Vincent Ozanon :
- Serge Chambon :

## Polémique autour de l'image du jeu de rôle
La Fédération française de jeu de rôle et la Fédération française de jeu de rôle grandeur nature ont publié un communiqué de presse commun afin de signaler les risques d'amalgame entre la vision du jeu de rôle présentée dans le film (où cette pratique est dépeinte avec des dérives sectaires et psychologiques importantes), et la réalité de ce loisir :
« Demain dès l'Aube... est une œuvre de fiction, éloignée de la réalité du Jeu de Rôle ; puisque ce film alerte sur le risque de confondre réalité et fiction, nous invitons les spectateurs à être en effet vigilants et à ne pas prendre la fiction du film pour la réalité du jeu de rôle. Les Fédérations sont à la disposition de tous pour présenter leurs activités et communiquer toutes les informations utiles. »
Le jeu de rôles n'est pas le thème principal dans ce film, contrairement à ce qui est dit, mais il s'agit de reconstitution historique.
À l'occasion de la sortie belge du film, le 2 septembre 2009, Be Larp, la Fédération belge du jeu de rôles grandeur nature a également publié un communiqué adressé à la presse. À la suite de ce communiqué et à l'occasion d'une émission sur la Première (radio publique francophone belge du groupe RTBF), le réalisateur, Denis Dercourt, a reconnu que son film entretenait une confusion qui n'a pas lieu d'être entre son sujet et les jeux de rôles, confusion alimentée par sa volonté de changer le terme de « reconstituteurs » par celui de « joueurs ». Denis Dercourt reconnaît d'ailleurs dans cette interview que ce qui est dépeint à l'écran l'a été pour des « besoins de narration ».